# Sisymbre couché
Sisymbrium supinum
Espèce
Classification APG III (2009)
Espèce
Statut de conservation UICN

 LC  : Préoccupation mineure
Le sisymbre couché, ou raya couchée (Sisymbrium supinum L.), est une espèce de plante annuelle de la famille des Brassicacées (ou Crucifères), originaire d'Europe occidentale.
D'après les classifications récentes, le nom correct de cette espèce est : Erucastrum supinum (L.) Warwick & Al-Shehbaz (2003).

## Description
Le sisymbre couché est une plante annuelle à tiges étalées d'une longueur de 60 cm environ.
Les fleurs sont blanches et petites (3 à 5 mm) et ne s'épanouissent que de mai à août.
Les fruits sont des siliques plus ou moins arquées, appliquées contre la tige et pouvant atteindre 3 cm de long. La semence est petite (environ 1 mm).

## Distribution et habitat
Le sisymbre couché se rencontre en Europe occidentale depuis la Suède et les pays baltes jusqu'au nord de la France, mais est devenu rare en dehors des rives de la mer Baltique. L'espèce est présumée disparue au Benelux et en Allemagne.